# Peter Kraus (Leichtathlet)
Peter Friedrich Wilhelm Kraus (* 17. Juli 1932 in Berlin; † 15. Januar 2016 in Straßlach-Dingharting) war ein deutscher Sprinter.

## Biografie
1949 begann Peter Kraus mit der Leichtathletik. Ohne Training startete er bei einem Sportfest in Bad Tölz über 100 Meter, die er in 11,7 Sekunden lief. Danach trat er dem VfL München bei. Ein Jahr später wurde er mit einer Zeit von 11,0 Sekunden Deutscher Jugendmeister über 100 Meter.
Nachdem Kraus bei den Deutschen Meisterschaften 1951 Silber über 100 Meter und Gold über 200 Meter gewonnen hatte, nahm er bei den Olympischen Spielen 1952 in Helsinki teil. Er startete über 200 Meter und in der 4-mal-100-Meter-Staffel starten. Über 200 Meter schied er im Viertelfinale und in der Staffel bereits im Vorlauf aus.
Zwei Jahre später startete er bei den Europameisterschaften in der 4-mal-100-Meter-Staffel. Allerdings wurde diese im Vorlauf disqualifiziert.
Kraus war mit der Hochspringerin Antonie Butz verheiratet. Sein Vater war Besitzer eines Pferdegestüts, weshalb Kraus auch nebenbei als Jockey aktiv war.